# Gérard Thiélin
Gérard Thiélin, né le 29 mars 1935 à Faverolles-sur-Cher (Loir-et-Cher) et mort le 20 septembre 2007 à Cholet, est un coureur cycliste français. Professionnel de 1959 à 1966, il a notamment remporté le Tour de l'Aude en 1960. Il a participé à quatre Tours de France, de 1960 à 1963.

## Palmarès
- 1955
  - 2e du Grand Prix de France
- 1956
  - 3e de Paris-Rouen
- 1957
  - 2e de Paris-Fontenailles
  - 3e de Paris-Rouen
- 1958
  - 4ea étape de la Route de France
  - 3ea étape du Circuit d'Aquitaine (contre-la-montre par équipes)
  - 2e du Circuit de la Vienne
  - 3e de la Route de France
  - 5e du Grand Prix des Nations
- 1960
  - Classement général du Tour de l'Aude
  - 3e du Critérium du Dauphiné libéré
- 1961
  - 2eb étape du Critérium du Dauphiné libéré (contre-la-montre par équipes)
  - Circuit d'Aquitaine :
    - Classement général
    - 1re étape

  - 5e du Critérium du Dauphiné libéré
- 1962
  - 4ea étape de la Bicyclette basque (contre-la-montre par équipes)
  - Classement général du Tour du Sud-Est
  - 2e du Grand Prix de Fourmies
  - 5e du Grand Prix des Nations
- 1964
  - 2ea étape du Tour du Morbihan (contre-la-montre par équipes)
  - 2e de Manche-Océan
  - 10e du Grand Prix des Nations
- 1965
  - 10e de Paris-Luxembourg
- 1966
  - 5e du Grand Prix du Midi libre

## Résultats sur les grands tours

### Tour de France
4 participations
- 1960 : abandon (14e étape)
- 1961 : 41e
- 1962 : hors délais à la 14e étape
- 1963 : 31e

### Tour d'Italie
1 participation
- 1966 : 79e

### Tour d'Espagne
3 participations
- 1961 : abandon (14e étape)
- 1963 : 17e
- 1965 : non-partant (16e étape)